# Kenneth Gaburo
Kenneth Louis Gaburo (5. juli 1926 – 26. januar 1993) var en amerikansk komponist, jazzpianist og musikforsker.
Han var en af pionererne inden for den elektroniske musik i USA og forkæmper for opførelsen af europæisk avantgarde musik samme sted.
Hans store produktion, der ofte kombinerer flere medier, herunder mimik, dias, recitation og bånd, omfatter en del af hans arbejder der er afledt af hans forskning i bl.a. psykoakustik.